# 아마노자쿠

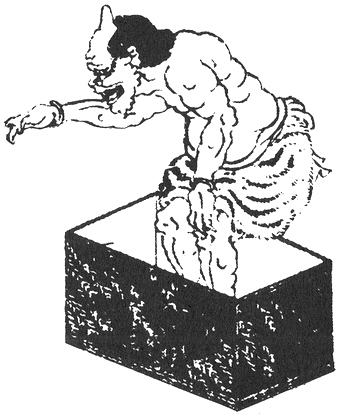

아마노자쿠(天邪鬼, 천사귀, Amanojaku)는 악귀신 또는 오니의 일종인 일본의 요괴이다. 아만자쿠(あまんじゃく)라고도 한다.